# Bogdan Mielnik
Bogdan Mielnik Manwelow (Varsovia, 6 de mayo de 1936 – Ciudad de México, 22 de enero de 2019), fue un físico teórico polaco radicado en México. Estuvo adscrito al departamento de física del Centro de Investigación y de Estudios Avanzados (Cinvestav) del Instituto Politécnico Nacional.  
Sus principales contribuciones a la ciencia fueron en el área de física matemática con particular interés en los fundamentos de la mecánica cuántica, control cuántico, construcción de modelos espectrales exactamente solubles y al problema del tiempo en mecánica cuántica. 

## Biografía

### Educación
Nació el 6 de mayo de 1936 en Varsovia, Polonia. 
Ingresó a la Facultad de Física y Matemáticas de la Universidad de Varsovia en 1953, y en 1954 presentó como estudiante una demostración del teorema de Hahn-Banach. Realizó sus estudios de maestría en la misma facultad bajo la dirección del Dr. Jerzy Plebański, terminándolos en 1958. 
Realiza sus estudios doctorales de 1958 a 1964, comenzándolos en la Universidad de Varsovia, pero terminando en Ciudad de México, donde fue el primer graduado del Departamento de Física de Cinvestav. Su tesis doctoral se titula “Analytic functions of the displacement operator”.

### Puestos Académicos
Trabajó como profesor en el Instituto de Física Teórica en la Universidad de Varsovia, entre 1965 y 1981. 
De 1981 a 1986 trabajó en el Departamento de Física de Cinvestav, donde comenzó como profesor visitante, pero por problemas políticos no pudo regresar a su país. Su estancia en México se prolonga, y acepta un puesto de investigador en Cinvestav. 
Entre los años 1986 y 1987 regresa al Instituto de Física Teórica de la Universidad de Varsovia como docente. Un acuerdo entre la Universidad de Varsovia y Cinvestav le permite realizar estancias en México y Polonia entre los años 1987 y 1990. En 1989 fue nominado como profesor de Física por la Universidad de Varsovia. 
En 1990, toma la decisión de mudarse permanentemente a México y acepta un puesto de profesor investigador de tiempo completo en Cinvestav.

## Estudiantes graduados de doctorado
Bogdan Mielnik graduó a ocho estudiantes de doctorado, 4 en Polonia y 4 en México: 
- Anatol Odzijewicz (1975).
- Krzysztof Rozga (1976).
- Stefan Wojciechowski (1977).
- Jacek Waniewski (1983).
- David Fernández (1988).
- Francisco Delgado (1999).
- Sara Cruz (2005).
- Alejandra Ramírez (2008).

## Contribuciones a la ciencia
Bogdan Mielnik fue autor de 70 artículos científicos, además de ser editor del libro “Topics in Mathematical Physics, General Relativity and Cosmology, in Honor of Jerzy Plebanski”,autor (junto con Oscar Rosas-Ortiz) del capítulo “Quantum Mechanical Laws” en el libro Fundamentals of Physics y varios artículos de divulgación y crítica.
Dividió su producción científica en cuatro temas:
- Problemas estructurales y fundamentos de mecánica cuántica.[3][4][5][6][7] Estudiando la posibilidad de geometrías atípicas donde los estados cuánticos no son necesariamente vectores en un espacio de Hilbert.
- Problemas de Control Cuántico.[8][9][10][11][12][13][14] Encuentró series explícitas para el operador de evolución en mecánica cuántica cuando se tienen campos externos dependientes del tiempo.
- Construcción de modelos espectrales exactamente solubles.[15][16][17][18][19]La generalización de los operadores de creación y aniquilación del oscilador armónico cuántico lo llevó a encontrar potenciales isoespectrales. Con esa misma generalización, llamada mecánica cuántica supersimetrica, estudió diferentes extensiones supersimétricas de potenciales exactamente solubles.
- Problema del tiempo.[20]Cuestionó al llamado “operador del tiempo” y la relación de incertidumbre energía-tiempo en teorías cuánticas.

## Reconocimientos
- Profesor Emérito de Cinvestav.
- Miembro de la Academia Mexicana de Ciencias.
- Miembro de International Association of Mathematical Physics.
- Miembro del Sistema Nacional de Investigadores, nivel III.
- Miembro del “Advisory Board” del “Workshop on Geometry Methods in Physics”, que se lleva a cabo en Bialowieza, Polonia.
- Premio Juchimán de Plata, 2012.